# أليكسي بولياكوف (لاعب كرة قدم)
أليكسي بولياكوف (الروسية: Алексей Николаевич Поляков) (28 فبراير 1974 في روسيا - ) هو لاعب كرة قدم روسي وأوزبكستان في مركز حراسة المرمى. لعب مع توم تومسك ولوخ إينيرجيا فلاديفوستوك ولوكوموتيف موسكو ونادي كريليا سوفيتوف سامارا وسليوت بيلغورود ‏ وFC Neftekhimik Nizhnekamsk ‏ وFC Kazanka Moscow ‏.

## مسيرته الكروية
لعب أليكسي بولياكوف خلال مسيرته الاحترافية مع 7 أندية في عشرون موسمًا ولم يسجل خلالها أي هدف ضمن 354 مباراة. حيث فاز في موسم واحد بالكأس ولم يفز بأي دوري.
خاض أليكسي بولياكوف مسيرته مع سليوت بيلغورود ‏ في عامي 1993-1995 ولمدة موسمين، مشاركًا في 53 مباراة ولم يسجل أي هدف. ثم انتقل إلى FC Kazanka Moscow ‏ في عامي 1995-1997 في المرة الأولى ولمدة موسمين ثم في موسم 1999 واستمر معه طيلة ثلاثة مواسم ثم في موسم 2011–12 لمدة موسم واحد، حيث شارك طوالها في 161 مباراة ولم يسجل أي هدف أيضًا. لينتقل بعدها إلى FC Neftekhimik Nizhnekamsk ‏ ما بين عامي 1998 و1999 لمدة موسم واحد، مشاركًا في 33 مباراة ولم يسجل أي هدف أيضًا. ثم انتقل إلى نادي كريليا سوفيتوف سامارا في موسم 2001 ليلعب معه أربعة مواسم، مشاركًا في 64 مباراة ولم يسجل أي هدف أيضًا. هذا وانتقل لاحقًا إلى نادي لوكوموتيف موسكو في موسم 2005 واستمر معه طيلة ثلاثة مواسم، مشاركًا في 28 مباراة ولم يسجل أي هدف أيضًا. ثم انتقل بعدها إلى نادي لوخ إينيرجيا فلاديفوستوك ما بين عامي 2008 و2009 لمدة موسم واحد، مشاركًا في 6 مباريات ولم يسجل أي هدف أيضًا. ليعود وينتقل من جديد، لكن هذه المرة إلى نادي توم تومسك في عامي 2009-2011 ولمدة موسمين، مشاركًا في 9 مباريات ولم يسجل أي هدف أيضًا.

## وصلات خارجية
- أليكسي بولياكوف على موقع قاعدة بيانات كرة القدم.إي يو (الإنجليزية)
- أليكسي بولياكوف على موقع ناشيونال فوتبول تيمز (الإنجليزية)